# Adriana García Roel
Adriana García Roel (Monterrey, Nuevo León, 4 de junio de 1916 - 26 de octubre de 2003) fue una reconocida escritora y profesora neoleonesa autora de la novela «El hombre de barro», realizada cuando tenía solo 26 años, y que fue un libro de texto premiado y utilizado por alumnos de literatura, así como otras dos novelas espaciadas por casi 50 años de silencio. Se la considera junto a Irma Sabina Sepúlveda, pionera del movimiento literario de mujeres neoleonesas en el siglo XX, en una época en que las mujeres —especialmente las de provincia—, estaban relegadas únicamente a las labores del hogar.

## Biografía

### Primeros años
La cofundadora del movimiento literario femenil en Nuevo León, fue hija de Mario A. García, jefe de despachadores de una antigua gasolinera y de María Roel, hermana del historiador Santiago Roel. Fue la mayor de cinco hijos. Su padre era aficionado a la lectura de El Quijote, gusto que transmitió a su hija, quien la convirtió en su libro favorito de por vida y volviéndose una lectora infatigable; a la par, comenzó también a desarrollar habilidad para la escritura y a los 9 años comenzó a editar un periódico familiar llamado Pinocho que contaba con diferentes secciones.

### Estudios
Realizó sus estudios básicos en el Colegio Americano de Monterrey y en el Instituto Laurens de su ciudad natal. Posteriormente, tomó algunos diplomados especializados de literatura en la UNAM, siendo uno de ellos solo para el análisis de El Quijote, la obra que marcaría su vida.

### Familia
Fue Adriana García integrante de una familia de profesionistas e intelectuales neoleoneses entre quienes se encontraba su tío materno ya mencionado Santiago Roel, quien fue un historiador. Todos sus hermanos realizaron carreras profesionales, Ricardo estudió medicina, Mario derecho, Alonso fue un médico oftalmólogo y su hermano Fernando fue rector del Tecnológico de Monterrey.

## Obra
Una vez concluidos sus estudios, Adriana García se dedicó a dar clases de inglés en Monterrey y a la par comenzó a escribir cuentos y ensayos que se publicaban en medios de comunicación como Revista de revistas, El Día, o Continental; sin embargo, le daba vergüenza que sus conocidos se enteraran de lo que escribía por lo que sus publicaciones los firmaba con los seudónimos «Nada» o «Nadie». En una ocasión, por aparente descuido, el editor de  Revista de revistas publicó un cuento con su nombre real lo que ocasionó que fuera celebrada por su familia, sin embargo, según la autora, su padre le advirtió que había escogido las carreras peor pagadas en México: la de maestra y la de escritora.

### El hombre de barro
No sería hasta 1942 en que García Roel logró un primer reconocimiento a su obra, al ganar el premio Lanz Duret, convocado por el periódico El Universal, que era una de las preseas más destacadas de su tiempo, con la publicación de su novela «El hombre de barro». Dicha obra versa respecto a la vida de los campesinos en Montemorelos, Nuevo León, en donde su familia tenía una casa de campo y Adriana logró transmitir a su obra el pensamiento y lenguaje de estas personas. La obra tuvo en su mayoría críticas positivas, aunque no escapó de las críticas en contra de su obra, sosteniendo algunos autores que la novela carecía de valores literarios y que parecía más un reportaje que una novela; no obstante, el periódico que convocó el concurso, publicó la novela en un folletín encuadernable y la editorial Porrúa también la reprodujo. Posteriormente, la Universidad de Nuevo León publicó una versión dirigida a alumnos de literatura.

## Publicaciones

### Novelas
- El hombre de barro en 1943.
- Apuntes ribereños en 1955.[3]
- Lucía la de Tlalpan en 2003.[1]